# Фула (острів)

Фула на мапі архіпелагу

Фула (англ. Foula) — острів архіпелагу Шетландські острови. Розташований на захід від острова Мейнленд. Площа становить 12,65 км ² (сьомий за площею острів архіпелагу). Найвища точка — 418 м над рівнем моря (гора Снуг). Низькі та порізані стрімчаки на сході піднімаються у західному напрямку, досягаючи 150 — 365 м на західному узбережжі. У північній частині острова є природна арка. 
Населення становить 31 осіб, які проживають в двох населених пунктах — Геймтаун і Гем. Основні заняття жителів острова — рибальство та вівчарство. 
Також на острові є злітно-посадкова смуга. Пором пов'язує селище Хам з населеними пунктами Уолсі та Скаллоуей на острові Мейнленд.